# Dis-moi que tu m'aimes (film, 2010)
Pour les articles homonymes, voir Dis-moi que tu m'aimes.
 Pour plus de détails, voir Fiche technique et Distribution
Dis-moi que tu m'aimes est film pornographique français, réalisé par John B. Root pour Canal+ et sorti en 2010.

## Synopsis
Antoine, un Français, mène une vie retirée en Crète : sa vie amoureuse se résume à des escapades sexuelles avec une jeune Française. Ses habitudes sont bouleversées lorsque l'un de ses vieux amis, producteur de musique, arrive sur place avec son équipe pour tourner le clip d'une chanteuse à la mode...

## Fiche technique
- Titre : Dis-moi que tu m'aimes
- Titre alternatif : Dis-moi que tu m'aimes (Le journal d'Antoine)
- Réalisation, scénario, production, montage : John B. Root
- Société de production : JBR Média
- Photographie : Juju et John B. Root
- Directeur de production : Patrick David
- Musique : Luigee Trademarq
- Son : Jean Bernard Chibre
- Assistante : Lili Rosa
- Montage du clip de Thalia : Fred Bonnafous
- Durée : 91 minutes
- Date de sortie : 2010
- Pays d'origine :  France
- Genre : pornographie

## Distribution
- Titof : Antoine
- Lou Charmelle : Thalia, la chanteuse
- Jessie Volt : Jessie
- Graziella Diamond : Graziella
- Charlotte de Castille : Charlotte
- Sharon Lee : Sharon
- Jordanne Kali : Jordanne
- Phil Hollyday : Arthur, le producteur
- Rico Simmons : Rico
- Ian Scott : Ian

## Autour du film
Dis-moi que tu m'aimes a été commandé par Canal + à John B. Root pour la Saint Valentin. Le film a été tourné à Kato Zakros, pour un budget de 40000 €.
Le site Psychovision loue la beauté des décors naturels méditerranéens, ainsi que l'humour du scénario et des dialogues, servis par une bonne direction d'acteurs. Le webzine Le Tag Parfait, plus mitigé, considère que Dis-moi que tu m'aimes vaut avant tout pour son aspect nostalgique destiné aux « quadras qui ont connu la grande époque Canal » et manque d'inventivité dans les scènes de sexe, mais juge néanmoins le film sympathique, grâce à ses « effluves de nostalgie bon-enfant ».